# Dryptozaury
Dryptozaury (Dryptosauridae) – rodzina dinozaurów z nadrodziny tyranozauroidów
Do rodziny tej zalicza się 2 rodzaje: alektrozaur i dryptozaur.
Dryptozaury żyły w późnej kredzie na terenach Ameryki Północnej (dryptozaur) oraz Azji (alektrozaur).